# Ferret 8
Ferret 8 – amerykański satelita wywiadu elektronicznego typu Ferret, ósmy satelita serii. Najprawdopodobniej służył do rejestrowania sygnałów radzieckich radarów obrony przeciwlotniczej, telemetrii rakiet i satelitów, oraz podsłuchiwania komunikacji głosowej. Podczas misji trwającej siedem miesięcy satelita zarejestrował 736 sygnałów cyfrowych i 429 analogowych. Po zakończeniu misji spłonął w górnych warstwach atmosfery 26 września 1969 roku.

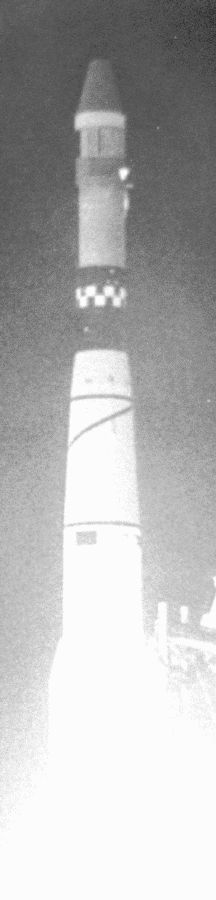
Rakieta Thor SLV-2A Agena D wynosząca satelitę Ferret 5